# Lachmann & Pincus
Das 1889 gegründete Unternehmen Lachmann & Pincus (wohl fälschlich auch „Pinkus“) ist im Katalog zur Berliner Gewerbeausstellung 1896 in Treptow unter der Adresse Berlin, Kommandantenstrasse 20/21 verzeichnet. Dort wird es noch als Spezialist für Lampenschirme aus Seide, Spitzen etc. genannt. Eine andere Quelle nennt das davon abweichende Gründungsjahr 1901. Damals bereits im Zentrum der Berliner Konfektionsindustrie um den Spittelmarkt, entwickelte es sich in seiner Zeit zum größten Unternehmen Deutschlands, das ausschließlich Kinderkonfektion und Hüte herstellte. Die allgemein außergewöhnliche Entwicklung der Konfektionsindustrie ging mit der Erfindung der Nähmaschine einher. Nach dem Tod der Inhaber Manuel Lachmann und Eduard Pincus verlor die Firma schnell an Bedeutung und wurde in Etappen aufgelöst.
Das Unternehmen belegte die zweite Etage, die sich um zwei Höfe legte, des 1901 bis 1903 zum Bürogebäude umgebauten Spindlershofs, in dem sich diverse weitere Betriebe der Textilbranche befanden.
Für 1920 lautete der Berliner Adressbucheintrag: „Lachmann & Pincus, gegründet 1889, Fabrk. konfektionierter Artikel, O 19, Wallstr. Nr. 11-12, »Spindler’s Hof«, […] Inhaber E. Lachmann, Ed. Pincus u. Willy Schütte .“
15 Jahre später, 1935, auch noch 1938, jetzt im Bezirk Kreuzberg auf der Kommandantenstraße, war der im Adressbuch angegebene Geschäftsbereich die „Fabrikation von Damenhüten, Kinderhüten, Mützen“, mit den Inhabern Ed. Lachmann, W. Schütte und M. Cohn.
Im Jahr 1939 änderte sich die Firmenbezeichnung im Adressbuch unter gleich gebliebener Anschrift in Schütte & Friede. Die jüdischen Inhaber waren, offenbar im Zusammenhang mit der Judenverfolgung, ausgeschieden. Das Unternehmen befand sich zu der Zeit im selben Gebäude wie die Pelzwarenfabrik A. & S. Segall.

## Pelzabteilung

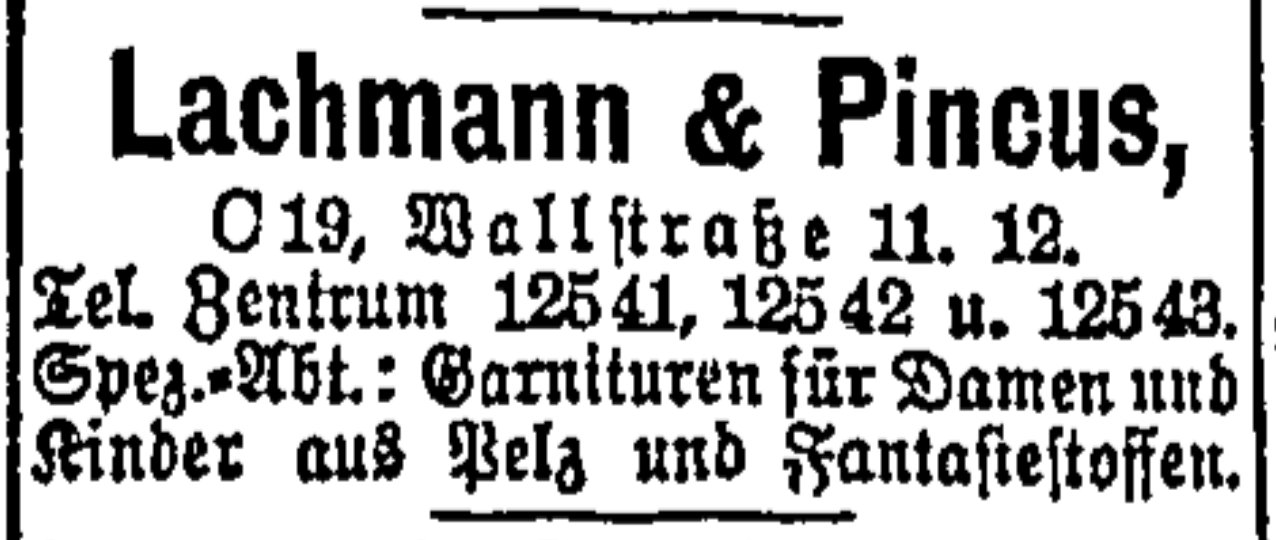
Lachmann & Pincus, Berlin
„Spez.-Abt.: Garnituren für Damen und Kinder aus Pelz und Fantasiestoffen“ (1921)

Zum Betrieb von Lachmann & Pinkus gehörte eine Pelzabteilung. Ihr Leiter war M. Finkelstein, ein „tüchtiger, kenntnisreicher“ Fachmann, der Anfang des Ersten Weltkriegs (1914–1918) fiel. Manuel Lachmann hatte besonderes Interesse an der Pelzsparte und fuhr selbst zum Einkauf im Pelzhandelszentrum um den Leipziger Brühl. Er war dort gern gesehen, zwar ein „schwieriger, lange handelnder Kunde“, aber nur per Kasse kaufend, was vor dem Ersten Weltkrieg keineswegs üblich war. Seine bevorzugten Fellarten, die er für seine Pelzgarnituren für Damen und Kinder in großen Posten kaufte, waren Tibetlamm und Opossum.

## Marginalien
- „Eduard Pinkus“, Firma „Lachmann & Pinkus“, war um 1926 Vorsitzender, 1933 („Pincus“) Schatzmeister der „Gesellschaft zur Verbreitung der Handwerke und des Ackerbaues unter den Juden im Preußischen Staate“. Deren Satzungszweck war die Unterstützung von Lehrlingen mit Kleidung und Handwerkszeug sowie Weiterbildung in Fachschulen.[10][11]